# سيراس إل. وارنر
سيراس إل. وارنر (بالإنجليزية: Cyrus L. Warner)‏ هو مهندس معماري أمريكي، ولد في 1789، وتوفي في 1852.